# ماراکا
ماراکا (به اسپانیایی: Maracas) یا جغجغهٔ سرخ‌پوستی نام‌سازی است که ریشه آن از سرخ‌پوستان قاره آمریکا است.
در برخی قبایل، از این جغجغه‌ها در مراسمی برای دعای باران استفاده می‌شده‌است. در برخی قبایل دیگر و به ویژه در میان قبایل با اعتقادات شمن‌باوری، از جغجغه برای احضار روح نیاکان کمک گرفته می‌شده‌است.
در برخی قبایل، جغجغه یکی از دارایی‌های پرارزش رؤسای قبیله به‌شمار می‌آمده.
این ساز در حال حاضر یکی از سازهای کوبه‌ای در موسیقی کلاسیک غربی محسوب می‌گردد.